# Dobrynja Nikititj i Zmej Gorynytj
Dobrynja Nikititj i Zmej Gorynytj (russisk: Добрыня Никитич и Змей Горыныч) er en russisk animationsfilm fra 2006 af Ilja Maksimov.

## Medvirkende
- Valerij Solovjov som Dobrynja Nikititj
- Jurij Tarasov som Jelisej
- Jekaterina Gorokhovskaja som Zabava Putjatitjna
- Sergej Makovetskij
- Oleg Kulikovitj som Zmej Gorynytj